# Thipphachanth Inthavong
Thipphachanth Inthavong (* 19. August 1996 in Vientiane) ist ein laotischer Fußballspieler.

## Karriere

### Verein
Thipphachanth Inthavong stand von 2012 bis 2013 beim Yotha FC unter Vertrag. Der Verein aus der laotischen Hauptstadt Vientiane spielte in der ersten Liga, der Lao Premier League. Mitte 2013 wechselte er zum Ligakonkurrenten Eastern Star FC. Nach Thailand zog es ihn Mitte 2014. Hier unterschrieb er einen Vertrag beim Drittligisten Nong Khai FT. Der Verein aus der Provinz Nong Khai spielte in der dritten Liga, der damaligen Regional League Division 2. Hier trat Nong Khai in der North/Eastern Region an. Mitte 2015 kehrte er in sein Heimatland zurück, wo er sich dem VSV United anschloss. Im Februar 2019 verpflichtete ihn der Erstligist Lao Toyota FC aus Vientiane. 2019 und 2020 feierte er mit Lao Toyota die Meisterschaft. Nach insgesamt 13 Ligaspielen wechselte er im Januar 2022 zum ebenfalls in der ersten Liga spielenden Yong Elephants FC. 2022 und 2023 wurde er mit den Elephants laotischer Meister. Den Pokal gewann er mit dem Klub 2022.

### Nationalmannschaft
Thipphachanth Inthavong spielt seit 2019 für die Nationalmannschaft von Laos. Sein Debüt gab er am 25. Mai 2019 in einem Freundschaftsspiel gegen Sri-Lanka. Bisher bestritt er vier Spiele in der Nationalmannschaft.

## Erfolge
Lao Toyota FC
- Laotischer Meister: 2019, 2020
- Laotischer Pokalsieger: 2019

Young Elephants FC
- Laotischer Meister: 2022, 2023
- Laotischer Pokalsieger: 2022